# Чугуївські козаки

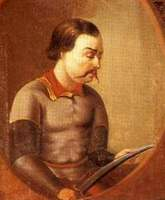
Яків Острянин

Чугуївські козаки (1638—1641 роки) — одна з перших постійних українських козацьких формацій Слобідської України, ще до встановлення полкового устрою. Засновником чугуївського козацтва був гетьман Яків Острянин (1638—1641 рік). Проіснувало чугуївське козацтво лише декілька років, що вказало на неможливість «московського» типу керування щодо українського козацтва, й заклало підвалини автономії Слобожанщини в XVII—XVIII ст. Чугуївськими козаками засновано сучасне місто Чугуїв.

## Причини переселення на Слобожанщину
Перша половина XVII століття для України характеризувалася збільшенням засилля польських магнатів. Після об'єднання Польщі та Литви в єдину країну у 1569 році домінуючу роль займає саме Польща. Здійснюється розповсюдження по території Великого князівства Литовського (сучасні Литва, Білорусь, Україна, захід Росії) католицької віри, польського зразка кріпацтва, мовна та культурна експансія, що не могло не викликати обурення місцевого населення. Найбільше активні люди втікають на вільні землі Дніпровських порогів, даючи початок козацтву. З часом козацтво поділилося на дві різні гілки: реєстрове та нереєстрове козацтво. Саме нереєстрове козацтво як осередок «лівих» поглядів раз за разом поставало супроти утисків зі сторони польської експансії. Одним з низки таких повстань було повстання Острянина (1638 року), під проводом гетьмана нереєстрових козаків  Якова Остряниці. Після Жовнинської битви частина повстанців на чолі з Остряницею перейшли в межі Московської держави.

## Козацтво в Чугуєві
«В колишньому 146 (1638) році, прийшов в нашу Московську державу з Литовської сторони Гетьман Яцко Острянин, а з ним сотники й рядові черкаси…»
Царська грамота до Воронежу 14 травня 1641.
Яків Острянин разом зі своїми загонами отримує дозвіл від московського царя Михайла Федоровича на поселення в Чугуївському городищі, де було побудовано Чугуївську фортецю. Козаки взяли на себе оборону кордонів Московської держави від татар та поляків. На той час Москва почала експансію на Захід (просуваючись на Дике Поле), на місцях старих городищ стали зводитись постійні охоронні укріплення, одним з котрих і був Чугуїв. За царською грамотою (1641 рік) Чугуївську фортецю та навколишнє місто забудували саме козаки.
В 1640 році до Чугуєва прибувають ще 40 черкасів з Задніпров'я на чолі з отаманом Михайлом Карповим. В тому же році прийшли ще черкаси на чолі з Петром Васильєвим. Всі вони приєдналися до козаків Остряниці.
Також від Орловського воєводи Івана Іслентьєва в тому ж 1640 року до Чугуєва приїхав «черкашенин Яромко Юровкин», якого деякі історики мають за батька-засновника відомої слобідської полковничої родини Донець-Захаржевських- Григорія Донця.
Чугуївські козаки слідкували за татарськими землями та заважали татарським вилазкам до московських повітів.

## Припинення існування Чугуївського козацтва
У серпні 1640 року серед козаків почали розповсюджуватися чутки, що Білгородський воєвода Замятня Леонтьєв видав наказ розпорошити козаків по містам Московщині. Та також серед козаків ходили чутки, що їх хочуть повернути до Речі Посполитої. Білгородський воєвода спростував ці чутки.
Виїхали на Дон сотник Степан Степанів, п'ятидесятник Петро Сулея та отаман Михайло Карпів.
Сотники Гаврило Розсоха та Онуфрій Попов активно брали участь у підбурюванні козаків та інтригували проти Остряниці. На гетьмана почалося скарження простих козаків: «Чолом б'ємо тобі Государю, ти завів нас до Чугуїву, а ми прийшли за тобою, а в Гетьмани тебе у Литві не вибирали, пожалував тебе Гетьманством Государ Цар»
У вересні сотник Розсоха, з родиною потайки йдуть з Чугуєва. Через деякий час ще декілька родин зникають з міста.
У травні 1641 року цар у листі до Воронізького воєводи зазначає, що Чугуївські черкаси вбили свого гетьмана. Також радить йому ставитись до Воронізьких черкасів (українських козаків міста Воронеж) з ласкою та повагою, щоб не викликати у них лють, та не було у них сумнівів.
Після вбивства Остряниці козаки залишають Чугуїв. Частина повернулася до тогочасної Речі Посполитої, зокрема околиць Полтави, частина подалася на Дон, частина розселилася по Слобожанщині. Чугуїв було заселено боярськими дітьми, стрільцями та городовими козаками з різних частин Московської держави. Вони отримали назву «зведенці», бо були зведені звідусіль.

## Устрій Чугуївського війська
Керував Чугуївськими козаками гетьман. Остряниця, отримав підтвердження свого старшинства, й далі йменувався «Гетьман Його Царської Величі Війська Запорізький». Відомо, про осавула, який прибув разом з Остряницею.
Серед молодшої старшини вказані сотники, п'ятидесятники та десятники.
Обороною фортеці Чугуїв завідував представник московської влади — чугуївський воєвода. Він також керував московськими мешканцями й не мав би втручатися до справ козаків, але, як можливо побачити з листів зі скаргами, таке бувало.

## Відома старшина Чугуївських козаків
- Остряниця — голова козаків Чугуєва;
  - Прокопій — осавул;
  - Дем'ян Бут — сотник;
  - Гаврило Гавронський — сотник;
  - Богдан Матюшенський (Матюшко Сапожник) — сотник. Мав бажання перейти на бік Речі Посполитої;
  - Онуфрій Попов — сотник. Підбурював козаків проти гетьмана;
  - Гаврило Розсоха — сотник. Підбурював козаків проти гетьмана. Втік з міста;
  - Степан Степанів — сотник. Він та ще декілька старшин подалися з родинами на Дон;
    - Феодосій Дмитрієв — п'ятидесятник;
    - Петро Сулея — п'ятидесятник. Він та ще декілька старшин подалися з родинами на Дон.